# 天龍座CN
天龍座CN，又名BD+68 1082，HD 187764、SAO 18530、HR 7563，是天龍座的一颗恒星，视星等为6.34，位于銀經100.58，銀緯20.24，其B1900.0坐标为赤經19h 46m 37.5s，赤緯+68° 20.24′ 17″。